# Kąty (gromada w powiecie kolneńskim)
Kąty – dawna gromada, czyli najmniejsza jednostka podziału terytorialnego Polskiej Rzeczypospolitej Ludowej w latach 1954–1972.
Gromady, z gromadzkimi radami narodowymi (GRN) jako organami władzy najniższego stopnia na wsi, funkcjonowały od reformy reorganizującej administrację wiejską przeprowadzonej jesienią 1954 do momentu ich zniesienia z dniem 1 stycznia 1973, tym samym wypierając organizację gminną w latach 1954–1972.
Gromadę Kąty z siedzibą GRN w Kątach utworzono – jako jedną z 8759 gromad – w powiecie kolneńskim w woj. białostockim, na mocy uchwały nr 17/V WRN w Białymstoku z dnia 4 października 1954. W skład jednostki weszły obszary dotychczasowych gromad Kąty, Ruda Skroda, Mściwuje, Cwaliny Małe, Cwaliny Duże i Rudka Skroda ze zniesionej gminy Mały Płock w tymże powiecie. Dla gromady ustalono 16 członków gromadzkiej rady narodowej.
31 grudnia 1959 do gromady Kąty przyłączono wieś Łosewo ze zniesionej gromady Łosewo.
1 stycznia 1969 do gromady Kąty przyłączono wieś Niksowizna ze zniesionej gromady Dobrylas.
Gromadę Kąty zniesiono 1 stycznia 1972, a jej obszar włączono do gromad Kolno (wsie Łosewo i Niksowizna) i Mały Płock (wsie Cwaliny Duże, Cwaliny Małe, Kąty, Mściwuje, Ruda-Skroda i Rudka-Skroda).